# Olivier Martinelli
 (mars 2010).
Si vous disposez d'ouvrages ou d'articles de référence ou si vous connaissez des sites web de qualité traitant du thème abordé ici, merci de compléter l'article en donnant les références utiles à sa vérifiabilité et en les liant à la section « Notes et références ».
 (mars 2010).
Pour les articles homonymes, voir Martinelli.
Œuvres principales
- La Nuit ne dure pas
- Quelqu'un à tuer

Olivier Martinelli, né le 18 mai 1967 à Marseille (Bouches-du-Rhône), est un écrivain et nouvelliste français.

## Biographie
Olivier Martinelli naît en 1967 à Marseille (Bouches-du-Rhône) au sein d'une famille d'enseignants rapatriés marqués par la guerre d'Algérie. Il envisage d'être footballeur professionnel puis musicien de rock  avant de devenir professeur de mathématiques (Capes obtenu en 1992). Il enseigne à La Réunion, dans les Yvelines, à Beaucaire, Avignon et Nîmes, puis à partir de 2001 à Sète (où il a déjà vécu), dans le collège et lycée Paul Valéry. Il s'implique dans la vie culturelle et littéraire locale : organisation de festivals (Festival de la Fonderie, mêlant rock et littérature), création d'une maison d'édition associative (Poussière Éditions) et d'une revue (Ce singe monté au ciel).
L'Algérie et l'exil de ses parents, auxquels il fait écho en contribuant parfois à la revue l'Algérianiste, figurent parmi ses principales sources d'inspiration. Il est également influencé par le rock, celui de sa jeunesse comme celui d'aujourd'hui,, ainsi que par des écrivains comme Louis-Ferdinand Céline, J.D. Salinger, John Fante, Charles Bukowski ou Philippe Djian.
Son quatrième roman lui offre une reconnaissance nationale. La Nuit ne dure pas est publié en 2011. Il y recrée les mythologies intimes et collectives d'un groupe bordelais de rock (les Kid Bombardos, dans lequel évoluent les neveux de l'auteur).
Olivier Martinelli qualifie ses ouvrages d’autofiction. Il confesse la quotidienneté, voire la proximité, de son inspiration : des histoires romancées mais dont les thèmes sont proches de la réalité et les personnages inspirés de personnes réelles. Il s'essaie à différents styles ; le roman policier (D’or est leur silence), le roman biographique (Fanzine et La Nuit ne dure pas), ou encore le roman historique (Quelqu'un à tuer et L'Ombre des années sereines).
Il a publié sept romans, deux novellas, un recueil de nouvelles, douze nouvelles dans douze recueils collectifs, et diverses autres nouvelles en revue.

## Œuvres

### Romans et novellas
- Comme un creux, roman, Éditauteur, 2005.
- Fanzine, roman, Poussière, 2006[8].
- D’or est leur silence, roman, Singulières, 2009.
- La nuit ne dure pas, roman, Treizième Note, 2011[9],[10],[11].
- Jonas, novella, e-fractions, 2014 (précédemment parue dans l'anthologie The Cramps, Camion Blanc, 2013).
- Une Légende, roman, e-fractions, 2014[12].
- Quelqu'un à tuer, roman, La Manufacture de livres, 2015.
- L'Ombre des années sereines, novella, Zinc, 2015.
- L'Homme de miel, roman, Christophe Lucquin éditeur, 2017.
- Mes nuits apaches, roman, Robert Laffont, 2019.
- Le Roi des Krols, roman, Leha, 2020.
- L'Enfant Guerre, roman, Leha, 2021.

### Recueils de nouvelles
- En face de Préguise, Poussière, 2007.

### Nouvelles en recueils collectifs
- Une nouvelle dans Relevé d’empreintes, La Passe du Vent, 2003.
- Une nouvelle dans Passe-moi le sel, Abribus, 2004.
- La Presque vie, in Morphéïne, Antidata, 2005.
- Sous mes paupières, in Short Satori, Antidata, 2007.
- Une nouvelle dans Demande à… Bukowski, Poussière, 2008.
- Animal, in Tapage nocturne, Antidata, 2011.
- Les vétérans du Stade Balarucois, in Temps additionnel, Antidata, 2012.
- Nuit apache, in Bérurier noir : 30 nouvelles noires, Camion Blanc, 2012.
- Stay Away, in Nevermind : 13 histoires grunge, Buchet-Chastel, 2013.
- Une nouvelle dans Stories of Little Bob, Krakoën, 2013.
- Jonas, in The Cramps : 24 nouvelles noires, Camion Blanc, 2013 - Rééd. e-fractions, 2014.
- Hearts, in Gun Club : 24 histoires pour Jeffrey Lee Pierce, Camion Blanc, 2015.

### Nouvelles en revues
- Une nouvelle dans L’Écho de l’Oranie.
- Trois nouvelles dans L’Algérianiste :
  - La Mémoire amputée (n°103, novembre 2003).
  - Le Goût de la guerre (n°114, juin 2006).
  - Sauve qui peut (n° 96, Décembre 2001).
- Une nouvelle dans Paris Match.
- Trois nouvelles dans Les Inrockuptibles.
- Cinq nouvelles dans La Nef des Fous.
- Trois nouvelles dans Colère.
- Quatre nouvelles dans Ce singe monté au ciel.

## Prix littéraires
- 2000 : Caumont-sur-Durance – Planète Lire 2000.
- 2003 : Fréjus – L nouvelle en mille mots,
- 2004 : Saint-Étienne – Passe-moi le sel.
- 2005 : Paris – Atelier Z.
- 2012 : Prix des lecteurs du Salon du livre de Deauville, pour La Nuit ne dure pas[13].